# Ksantorhiza
Ksantorhiza (lat. Xanthorhiza), monotipski biljni rod iz porodice žabnjakovki.. Jedina vrsta je X. simplicissima, sjevernoamerički listopadni polugrm ili grm s istoka i juga SAD-a, gdje ga nazivaju “žuti korijen”, zbog boje njegovog korijena od koje se može dobiti žuta boja. Stabljike su uspravne i nerazgranate, a mogu narasti do preko 70 cm (2,5 stopa), i na vrhu s grozdom listova. Složeni listovi mogu doseći duljinu do 7 inča i imati pet nazubljenih listića, što ih izgledom čini donekle sličnim listovima celera. Viseća, razgranata metlica malih, tamnoljubičasto-smeđih cvjetova pojavljuje se u proljeće iz baze grozdova lišća. U jesen dobiva upadljivu brončano-žutu boju. Latinsko ime vrste simplicissima odnosi se na to kako su mu stabljike nerazgranate, a znači "najjednostavniji" ili "najmanje podijeljen".
Američki Indijanci koristili su čaj od korijena za čir na želucu, prehladu, žuticu, upalu usta ili grla te kao adstringent. Narodni lijek koji se na jugu koristi protiv dijabetesa i hipertenzije. Ova vrsta sadrži berberin, koji je protuupalni, adstrigentni, hemostatski, antimikrobni, antikonvulzivni i imunostimulans. Berberin također stimulira izlučivanje žuči i bilirubina i može biti koristan u ispravljanju visokih razina tiramina kod pacijenata s cirozom jetre.
U SAD-u raste po državama: Alabama, Connecticut, Florida, Georgia, Kentucky, Louisiana, Massachusetts, Maryland, Maine, Mississippi, Sjeverna Karolina, New Jersey, New York, Ohio, Pennsylvania, Južna Karolina, Tennessee, Texas, Virginia, Zapadna Virginia. Biljka je uvezena u Njemačku, gdje ju nazivaju “gelbwurz”.

## Sinonimi
- Xanthorhiza apiifolia L´Hér.; Stirp. Nov. 79 (t. 38) (1788)
- Xanthorhiza tinctoria Woodhead; Med. Repos. N. York 5: 160 (1802)
- Xanthorhiza apiifolia var. ternata Huth; Bot. Jahrb. Syst. 16: 320 (1892)
- Actaea xanthorrhiza E.H.L.Krause; Sturm, Fl. Deutschland, ed. 2, 5: 221 (1901)

- X. simplicissima
- X. simplicissima
- X. simplicissima
- X. simplicissima